# Платформенная экономика
Платформенная экономика (англ. platform economy) — экономическая деятельность, основанная на платформах, под которыми понимаются онлайн системы, предоставляющие комплексные типовые решения для взаимодействия между пользователями, включая коммерческие транзакции. Примеры транзакционных платформ: Alibaba, Amazon, Uber, Airbnb, Baidu и др. По состоянию на 2019 год среди топ-10 самых дорогих компаний мира было 7 платформенных компаний. Помимо этого, выделяют «инновационные платформы», обеспечивающие технологическую среду, которой могут воспользоваться многие независимые разработчики (например, платформа Windows, Android, Salesforce). Как правило, платформы обеспечивают возможность использовать специфические решения, связанные с ними сервисы, рекламную поддержку и т. п. без необходимости самостоятельной разработки или приобретения соответствующих патентов.

## История понятия

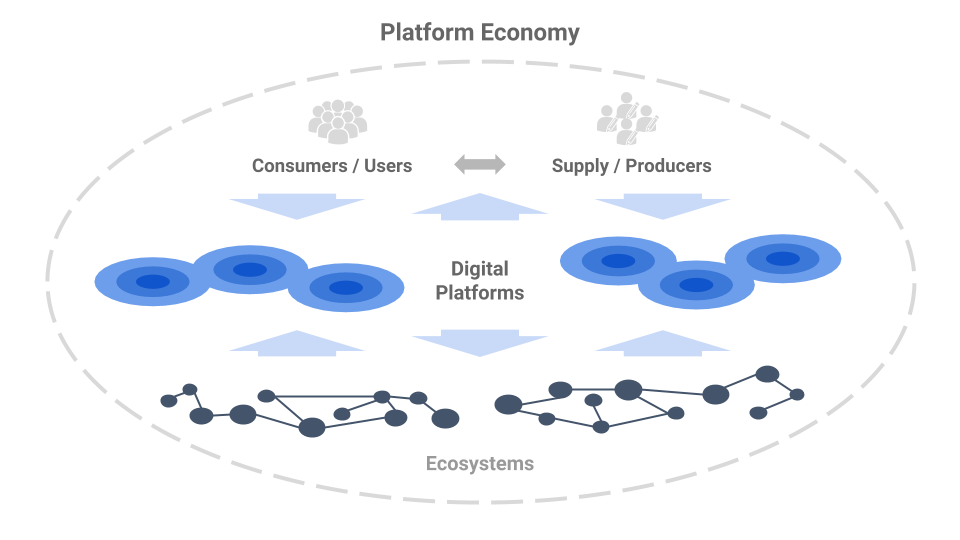
Схема функционирования платформенной экономики.

Понятие «платформы» в экономических работах появилось в 1990-х годах. Первой научной публикацией, которая рассматривала платформенную бизнес-модель была статья Jean-Charles Rochet и Jean Tirole Platform Competition in Two-Sided Markets. Первая научная конференция по платформенной экономике состоялась в Лондоне в 2008 году.
Изначально понятие «платформа» относилось главным образом к онлайн-сервисам, объединявшим поставщиков услуг с клиентами, таким как Uber, Airbnb и др., но впоследствии получило более широкий смысл. Профессор Carliss Y. Baldwin и доктор C. Jason Woodard считают, что абстрактная архитектура всех платформ одинакова: система состоит из набора базовых компонентов с низким разнообразием и набором периферийных компонентов с высоким разнообразием
.

## Условия развития
Высокая доля технологии в стоимости товара по отношению к другим составляющим, к примеру, сырьё, энергия, транспорт. Основная цель платформ — распространение технологий. Снижение связанных с этим издержек — драйвер развития платформенных решений.
Высокий уровень конкуренции заставляет компании снижать показатель time to market — время вывода нового продукта на рынок. Высокая стоимость временного ресурса. Платформа обеспечивает возможность быстрого вывода на рынок новых продуктов и услуг, достичь высокой адаптивности к нуждам клиентов.
Сетевой эффект двустороннего рынка, который возникает в ситуации, когда две группы пользователей (обычно создатели продукта и потребители) создают добавленную стоимость друг для друга, получая взаимовыгодные преимущества. Высокое развитие сетей даёт возможность вовлечь большое количество разных рыночных игроков (пользователи, производители, сервисы и пр.), тем самым умножая возможности создания ценности.
Высокая степень развитости инфраструктур (транспорт, коммуникация, энергия) даёт возможность платформе быть повсеместной, экстерриториальной.

## Преимущества
Быстрый рост платформенных компаний. Согласно Accenture Technology Vision 2016 капитализация 15 крупнейших платформ превышает $2,6 трлн, 140 «единорогов» (стартапы, выросшие в компанию, капитализация которой превышает $ 1 млрд.) с суммарной стоимостью более $500 млрд.
Упрощение дистрибуции. Такие бизнес-модели могут масштабироваться и позволяют получать прибыль «в длинном хвосте» графика дистрибуции, избегая роста издержек, связанного с классическим линейным масштабированием розницы.
Возможность освоения способов создания добавленной стоимости извне, используя возможности внешних экосистем. Это облегчает трансляцию лучших практик и знаний, необходимых для высокой эффективности деятельности.
Возможность работы на нескольких рынках одновременно. Классические бизнес-модели, как правило, сфокусированы в рамках основного рынка или индустрии, а платформенные дают возможность комбинирования подходов из разных областей, облегчая компаниям процесс создания уникального ценностного предложения. Становление платформенной экономики по времени совпадает с развитием сетей, обеспечивающих колоссальные возможности взаимодействия: Gig economy (работа), On-demand economy (передвижение), Sharing economy (разделение), Collaborative economy (сотрудничество).

## Примеры
В исследовании Accenture Technology Vision 2016 упоминается о платформенной экономике как об одном из важнейших направлений развития цифровых технологий. К примеру, проект Philips Healthcare основан на сотрудничестве платформ Amazon IoT, Salesforce и Alibaba. Однако область применения платформенных бизнес-моделей вышла за рамки IT. В частности, компания Tesla Motors предложила платформенное решение в виде электрокара, который является средоточием технологий ИИ для автопилотирования, умной энергетической сети и завода нового типа с нулевым потреблением энергии, самообучающимся машинным интеллектом и блочной сборкой. Во втором мастер-плане Илон Маск описал экосистему из электромобилей Tesla, домашних аккумуляторов Tesla Powerwall и солнечных панелей SolarCity.